# Lophoptera exalbata
Lophoptera exalbata là một loài bướm đêm trong họ Noctuidae.